# Nupserha fricator
Nupserha fricator es una especie de escarabajo longicornio del género Nupserha, tribu Saperdini, subfamilia Lamiinae. Fue descrita científicamente por Dalman en 1817.

## Descripción
Mide 7,8-15 milímetros de longitud.

## Distribución
Se distribuye por China, India, Indonesia, Malasia, Birmania, Nepal, Filipinas y Vietnam.